# Албін Бруновський
Албін Бруновський (словац. Albín Brunovský; 25 грудня 1935 — 20 січня 1997) — словацький художник, дизайнер, літограф, ілюстратор та учитель. Найбільш відомий як ілюстратор дитячих книжок, Албін також був викладачем Академії образотворчих мистецтв Братислави, та дизайнером останньої серії банкнот чехословацької крони. Вважається одним з найкращих словацьких художників XX століття.

## Життєпис
Албін Бруновський народився в чехословацькому місті Зохор, на Різдво 25 грудня 1935 року. Навчався в Академії образотворчих мистецтв Братислави під керівництвом професора Вінсента Хлозніка в 1955—1961 роках. Згодом Бруновський сам став викладачем цієї академії і працював там в 1966—1990 роках, з 1981 року був призначений професором.